# Lymnas passiena
Lymnas passiena är en fjärilsart som beskrevs av William Chapman Hewitson 1870. Lymnas passiena ingår i släktet Lymnas och familjen Riodinidae. Inga underarter finns listade i Catalogue of Life.